# Strandjutten

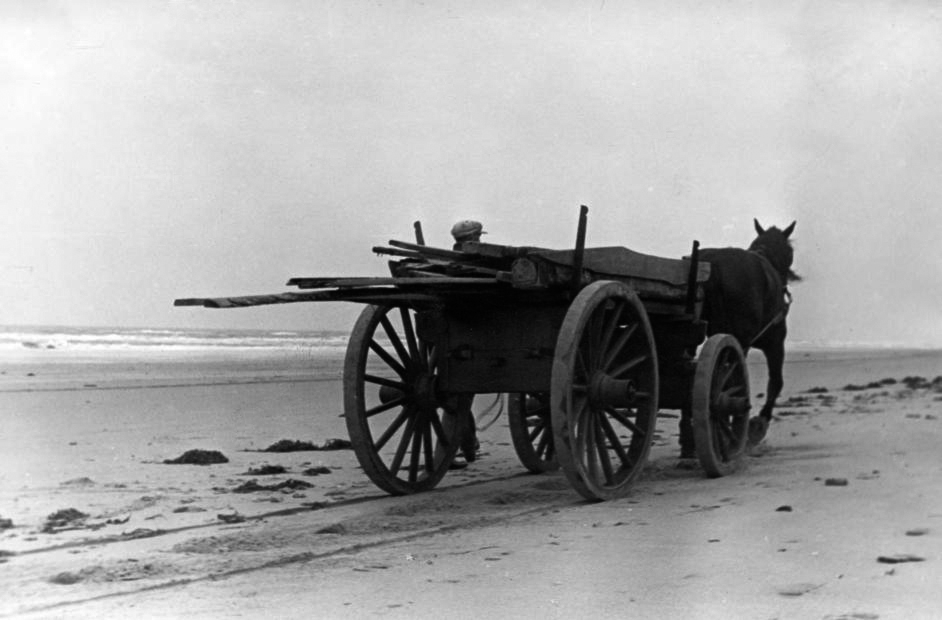
Strandjutter op het Noordzeestrand (1932)

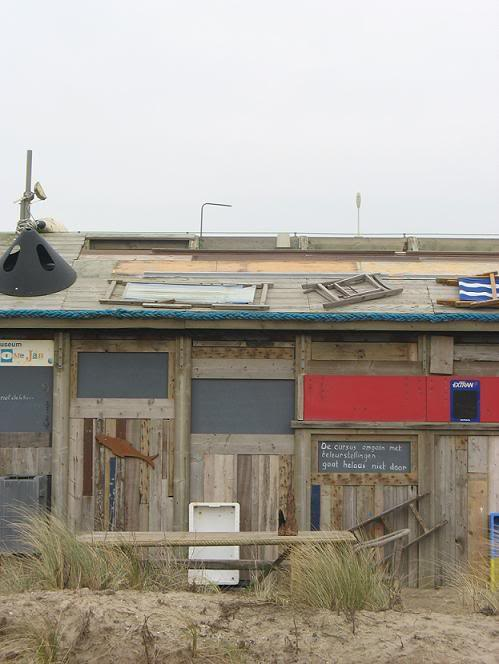
De Jutterskeet in Kijkduin is een museum over strandjutten

Strandjutten is het zoeken naar en het vergaren van op het strand naar aangespoelde spullen. Vaak zijn het voorwerpen die van een schip overboord zijn geslagen of die afkomstig zijn van een schip dat vergaan is. 
Gevonden goederen behoren vanouds toe aan degene die ze verloren heeft. In het geval van aangespoelde goederen kan dat de eigenaar van een schip zijn. Waren de goederen verzekerd, dan behoren ze aan de verzekeringsmaatschappij. De goederen moeten worden ingeleverd bij de autoriteiten, dat is de landsheer of diens vertegenwoordiger, de strandvonder of strandvoogd, tegenwoordig meestal de burgemeester of een ambtenaar. De vinder kan aanspraak maken op een deel van het vindersloon.
Vaak werd het recht op aangespoelde goederen door de overheid aan de meestbiedende verpacht. Daarentegen beriepen de bewoners van de Waddeneilanden zich op het recht om in vrijheid gebruik te kunnen maken van duinen, stranden en andere gemeenschapsgronden. Op Terschelling werd dit recht ook wel oerol genoemd.
Een strandjutter was niet altijd iemand die zich enkel toevallig gevonden goederen toe-eigende. In vroeger tijden werd er weleens een vuur op het strand aangelegd om de schepen te misleiden en ze naar de kust te lokken, waardoor de schepen vergingen en de lading buitgemaakt kon worden. De strandjutters bekommerden zich weinig om het lot van de drenkelingen.

## Geschiedenis
Het jutten is vaak ontstaan uit armoede. Bewoners van eilanden en kustdorpen zochten op het strand naar spullen die ze konden gebruiken. Wrakhout werd als brandstof gebruikt of als bouwmateriaal. De jutters raakten hierdoor vaak in strijd met de strandvoogden.
Wanneer er spullen aanspoelden, begon er vaak een spannende race tussen de strandvonders en de jutters. De waardevolle spullen die de jutters vonden, werden verstopt in de duinen. Later werden ze op een rustig moment weer opgehaald.
Tegenwoordig zien veel strandbezoekers het jutten als een hobby.
Op Nederlandse stranden wordt een nieuwe vorm van "jutten" aangemoedigd. Het gaat daarbij niet om goederen van enige waarde of nut, maar om afval, dat is aangespoeld of dat door strandgasten is weggegooid. Bij sommige strandpaviljoens kan de bezoeker een jute "juttas" afhalen, die gevuld weer wordt ingenomen.

## Etymologie
Volgens Marlies Philippa is het woord afkomstig van Juten. Andere bronnen vermoeden een verbastering van jatten, een Hebreeuws woord.

## Nederlandse situatie
De regels voor het strandjutten zijn vanouds onderdeel van het strandrecht. Ze zijn vastgelegd in de Wet op de strandvonderij (1931) en de Wrakkenwet (1934). De Wet op de strandvonderij schrijft voor hoe moet worden omgegaan met gestrande of aangespoelde zaken. Alle voorwerpen die in Nederland op het strand (en elders) gevonden worden, dienen naar de politie te worden gebracht of naar een strandvonder. De hoofdstrandvonder, in de regel de burgemeester, en de hulpstrandvonders waken over het strand. Vlieland heeft als enige gemeente in Nederland een strandjutter in dienst. Op dit eiland is op de Vliehors een reddinghuisje te vinden dat gevuld en omgeven is met gejutte spullen.